# Itchycoo
Itchycoo är en popduo från Göteborg i Sverige. Duon består av Mia Bergström och Tobias Gustavsson.
De deltog i den svenska melodifestivalen 2004 med låten Super Mega Nova vid deltävlingen från Umeå. Ungefär samtidigt kontrakterades gruppen i Tyskland av Virgin.

## Diskografi

### Album
- 2003 – Itchycoo (elva spår)
- 2004 – Itchycoo (tolv spår, nu med Super Mega Nova)

### Singlar
- 2003 – Lovetrain
- 2003 – Killer Bee
- 2003 – Don't Let Yourself Down (promosingel)
- 2003 – Crash Course In Love (promosingel)

### Fotnoter
1. ↑  Dan Backman (2 april 2004). ”Itchycoo” (på svenska). Svenska dagbladet. https://www.svd.se/itchycoo-itchycoo. Läst 25 februari 2019.